# Staurastrum irregulare
Staurastrum irregulare là một loài Song tinh tảo trong họ Desmidiaceae, thuộc chi Staurastrum.